# Liste des phares dans les Bermudes
Voici une liste des phares dans les Bermudes,.

## Phare
| Nom                               | Image | Année de construction | Localisation et coordonnées                                                  | Classe de lumière   | Hauteur focale | Référence ARLHS | Référence Amirauté | Portée        |
| --------------------------------- | ----- | --------------------- | ---------------------------------------------------------------------------- | ------------------- | -------------- | --------------- | ------------------ | ------------- |
| Chub Heads Lighthouse             |       | n/a                   | offshore Sandys Parish 32° 17′ 11″ N, 64° 58′ 47″ O                          | V Q (9) W 15s.      | 18 m           | BER-017         | J4546              | 12 NM (22 km) |
| Eastern Blue Cut Lighthouse       | Image | n/a                   | offshore Ireland Island 32° 23′ 50″ N, 64° 52′ 36,8″ O                       | Mo (U) W 10s.       | 18 m           | BER-011         | J4547              | 12 MN (22 km) |
| Gibbs Hill Lighthouse             |       | 1844                  | Southampton Parish 32° 15′ 10″ N, 64° 50′ 05″ O                              | Fl W 10s.           | 108 m          | BER-010         | J4550              | 26 NM (48 km) |
| Hinson's Island Lighthouse        |       | n/a                   | Hinson's Island 32° 17′ 04″ N, 64° 48′ 22″ O                                 | Fl R 2.5s.          | 4 m            | 11752           | J4506              | 5 NM (9 km)   |
| Hogfish Cut Lighthouse            |       | n/a                   | offshore Southampton Parish 32° 15′ 34″ N, 64° 53′ 01″ O                     | Fl R 4s.            | 4 m            | 11736           | J4544              | 5 NM (9 km)   |
| Horseshoe Island Lighthouse       | Image | n/a                   | St. George's 32° 22′ 40″ N, 64° 39′ 54″ O                                    | F G                 | n/a            | n/a             | J4476.5            | 8 NM (15 km)  |
| Kitchen Shoal Lighthouse          | Image | n/a                   | offshore 4 miles north-east of St. George's 32° 26′ 04,2″ N, 64° 37′ 40,2″ O | Fl (3) W 15s.       | 14 m           | BER-014         | J4471.5            | 12 NM (22 km) |
| North Rock Lighthouse             | Image | 1912 est.             | offshore 8 miles north of St. George's 32° 28′ 31″ N, 64° 46′ 09″ O          | Fl (4) W 20s.       | 21 m           | BER-015         | J4471              | 12 NM (22 km) |
| North East Breaker Lighthouse     |       | n/a                   | 6 miles north of St. George's 32° 28′ 43″ N, 64° 40′ 56″ O                   | Fl W 2.5s.          | 14 m           | BER-018         | J4471.3            | 12 NM (22 km) |
| Pearl Island Lighthouse           |       | n/a                   | Great Sound 32° 17′ 30″ N, 64° 50′ 14″ O                                     | Fl Y 4s.            | 6 m            |                 | J4514              | 5 NM (9 km)   |
| St. David's Lighthouse            |       | 1879                  | St. David's Island 32° 21′ 51″ N, 64° 39′ 06″ O                              | Fl (2) W 20s. F R G | 65 m           | BER-009         | J4472              | 15 NM (28 km) |
| Town Cut Channel Outer Lighthouse |       | n/a                   | St. George's 32° 22′ 44″ N, 64° 39′ 49″ O                                    | F R                 | 14 m           |                 | J4477              | 8 NM (15 km)  |
| Two Rocks Passage Lighthouse      |       | n/a                   | Great Sound 32° 17′ 33″ N, 64° 48′ 41″ O                                     | V Q G               | 6 m            |                 | J4498              | 5 NM (9 km)   |